# Dinocras cephalotes
Dinocras cephalotes är en bäcksländeart som först beskrevs av Curtis 1827.  Dinocras cephalotes ingår i släktet Dinocras och familjen jättebäcksländor. Enligt den finländska rödlistan är arten sårbar i Finland. Arten är reproducerande i Sverige. Artens livsmiljö är älvar och åar. Inga underarter finns listade i Catalogue of Life.

## Bildgalleri

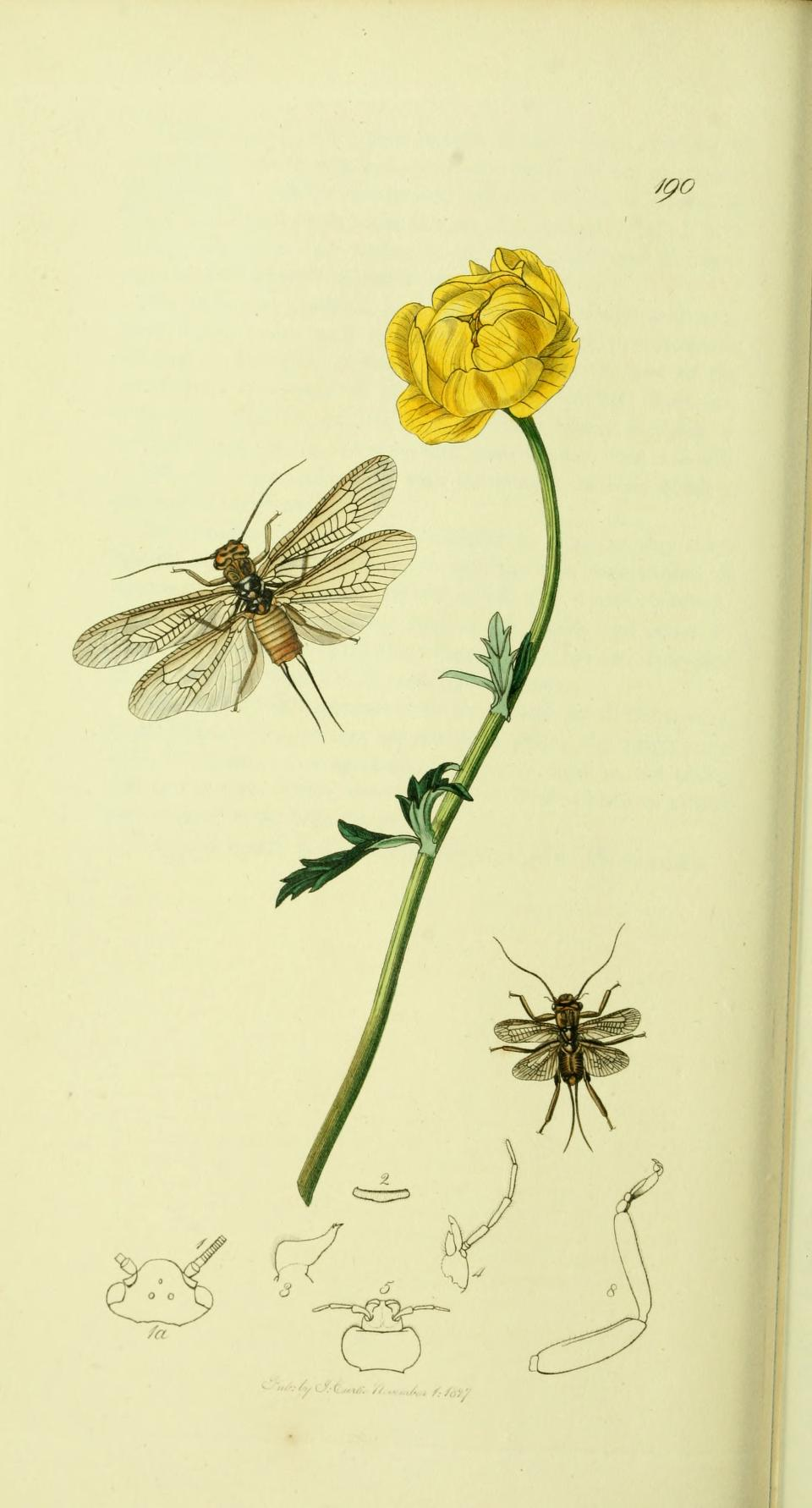
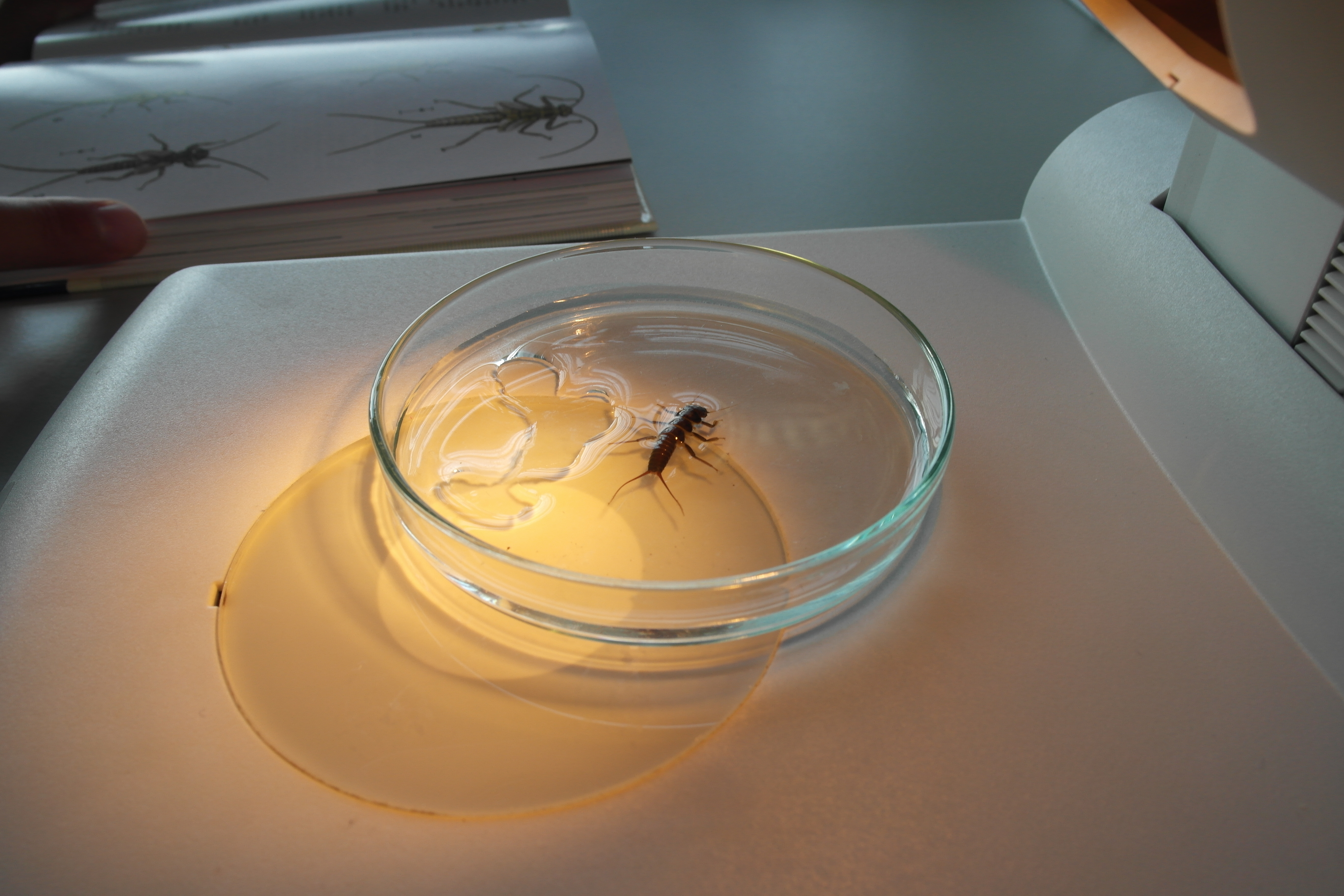
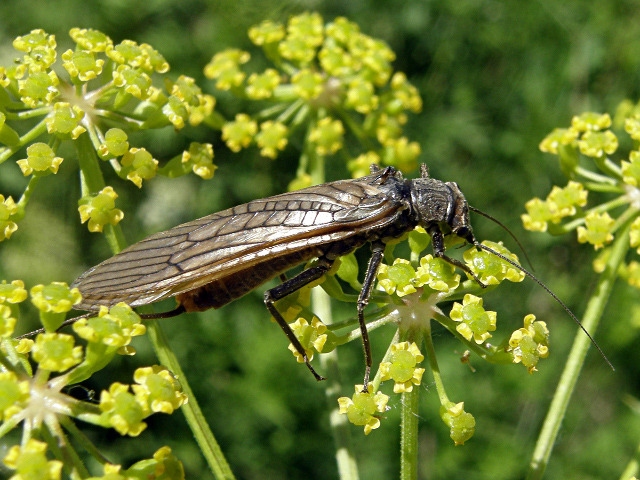